# Càdec del Boixaus
El Càdec del Boixaus  (Juniperus oxycedrus) és un arbre que es troba a Arbúcies (la Selva), el qual és el càdec més gros de tot Catalunya.

## Dades descriptives
- Perímetre del tronc a 1,30 m: 2,60 m.
- Perímetre de la base del tronc: 3,19 m.[1]
- Alçada: 11 m.
- Amplada de la capçada: 13,50 m.
- Altitud sobre el nivell del mar: 772 m.

## Entorn
Es troba dins l'espai forà del Mas de Boixaus, a l'obaga del massís del Montseny, forestalment envoltat de boscos d'alzines, roures, castanyers i algun faig. La zona enjardinada consta de gladiol, marduix, heura, hortènsia d'hivern, azalea, pícea nana, roser i marialluïsa. La flora silvestre està formada bàsicament per dent de lleó, carabassina i milfulles. Una mica més enllà de l'arbre hi ha nogueres, codonyers i til·lers. A l'escorça hi ha una petita colònia de ratpenats.

## Aspecte general
No mostra un bon estat, segurament a causa de la senectut (la capçada de baixa densitat i una crossa que porta per aguantar una branca horitzontal li donen un aspecte d'arbre-avi). Tot i això, el brancatge viu sembla força sa i vigorós als extrems de les branques, fructifica generosament i brota amb normalitat. Segurament aquesta decadència es manifestarà durant molts anys, tot i que és irreversible. El brancatge del pis inferior és gairebé tot mort, llevat d'algun tímid brot que sembla resistir-se a ésser el darrer tira-saba viu. Es ramifica en 4 besses a partir dels 2 metres d'alçària.

## Accés
Està situat a la zona d'influència del Parc Natural del Montseny. Des d'Arbúcies cal agafar l'antiga carretera a Viladrau (GI-543) fins a arribar al trencall que indica "Residència Casa de pagès El Buixaus", (www.elbuxaus.net Arxivat 2017-12-17 a Wayback Machine., casa de turisme rural tipus hostal rural), el qual es troba a l'esquerra de la carretera, pocs metres després del trencall del restaurant Molí de les Pipes (punt quilomètric 2,4 aprox.). Un cop som a la pista, la seguim fins a trobar altres indicacions cap a la casa del Buxaus, la qual hem de seguir aproximadament uns 25 minuts en cotxe fins a arribar-hi. Un cop allà, veurem el càdec, just darrere de l'edifici principal i sobre un marge una mica inclinat. GPS 31T 0454436 4629063. L'era de la casa és un mirador excepcional sobre les Guilleries, la ciutat de Girona i els afores de Blanes.